# Dezinformarea legată de tehnologia 5G

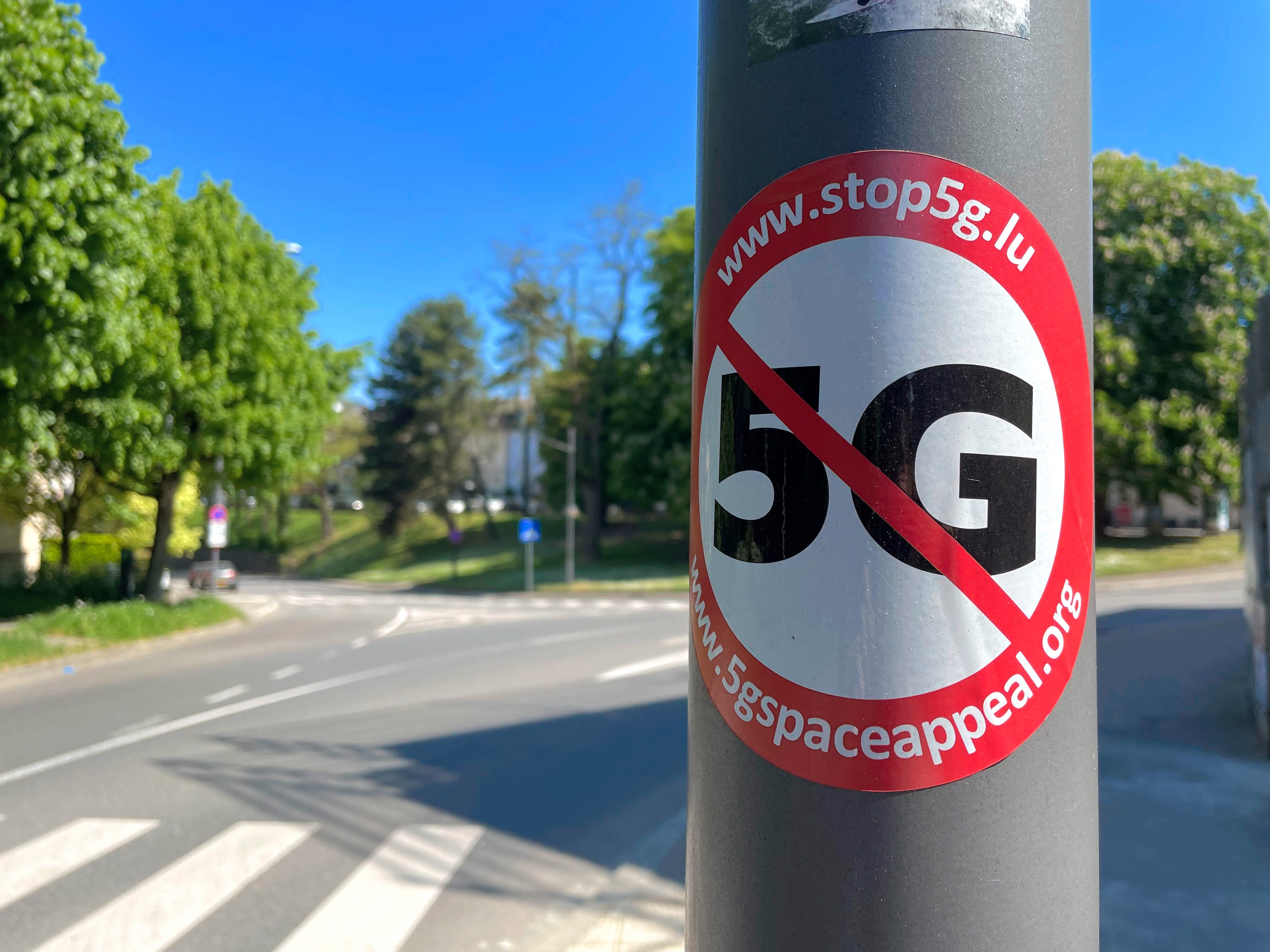
Un autocolant anti-5G în Luxemburg.

Dezinformarea legată de tehnologia 5G este răspândită în multe țări ale lumii. Răspândirea informațiilor false și a teoriilor conspirației au fost, de asemenea, propagate de publicul larg și de celebrități. În rețelele sociale, dezinformările legate de 5G au fost prezentate ca fapte și partajate pe larg. Nu există efecte negative asupra sănătății dovedite științific din cauza expunerii la radiații de frecvență radio 5G cu niveluri sub cele sugerate de liniile directoare ale organismelor de reglementare, inclusiv Comisia Internațională pentru Protecția împotriva Radiațiilor Neionizante (ICNIRP).    În plus, studiile au arătat că nu există o creștere vizibilă a expunerii zilnice la  la radiofrecvență electromagnetică din 2012, în ciuda utilizării crescute a dispozitivelor de comunicație. 

## Sondaje
Într-un sondaj efectuat în SUA, 1500 de adulți au fost întrebați dacă guvernul SUA folosește vaccinul COVID-19 pentru a introduce microcipuri în populație. 5% dintre cei care au participat la sondaj au spus că acest lucru este cu siguranță adevărat și 15% au spus că este probabil adevărat.  Mulți cred în mod greșit că aceste microcipuri vor fi controlate prin 5G. Într-un sondaj efectuat în rândul locuitorilor din țările nordice, 61% au răspuns că nu știu suficient despre 5G sau cum le afectează viața. În 2018, 67% dintre consumatorii nordici au exprimat că vor trece în cele din urmă la 5G atunci când va fi disponibil. În 2020, această cifră a scăzut la 61%, ceea ce s-ar putea datora dezinformării legate de tehnologia 5G. Se poate datora și lipsei percepute de beneficii ale 5G față de 4G existent în ceea ce privește aplicațiile pentru consumatori. 
O treime dintre britanici au declarat într-un sondaj din 2020 că nu pot exclude o legătură între COVID-19 și 5G. Opt procente dintre cei care au participat la sondaj au considerat că există o legătură între cele două, în timp ce 19% au rămas nesiguri.
Un studiu din 2020 care a monitorizat datele din Google Trends a arătat că căutările legate de coronavirus și 5G au început la momente diferite, dar au atins vârful în aceeași săptămână din 5 aprilie în șase țări. 
Informarea greșită cu privire la originea pandemiei de COVID-19, cum ar fi originea acesteia din tehnologia 5G, a fost raportată că provoacă o anxietate mai mare într-un studiu realizat în Iordania. 
Un studiu din 2020 care a analizat datele Twitter legate de tweet-urile despre 5G și COVID-19 a arătat că 34% credeau în rolul 5G în focarul COVID-19, în timp ce 32% l-au denunțat sau l-au batjocorit.

## Listă de dezinformari populare

### Origine
Au existat teorii ale conspirației care sugerează că răspândirea virusului COVID-19 din epicentrul pandemiei din Wuhan, China, este legată de numărul mare de turnuri 5G din oraș. Cu toate acestea, adevărul este că tehnologia 5G nu este pe deplin implementată în Wuhan. 

### Impactul asupra sănătății

Afișul OMS de avertizare privind dezinformarea legată de 5G

- 5G provoacă cancer: este foarte puțin probabil ca expunerea la radiofrecvența 5G să provoace cancer. 5G este radiație neionizantă, iar astfel de radiații nu dăunează ADN-ului. Cancerul este cauzat în general de radiațiile ionizante care dăunează ADN-ului. [13] [14]
- 5G este cauza COVID-19: Unii oameni cred că, deoarece pandemia de COVID-19 a început în timpul implementării tehnologiei 5G, trebuie să fie conectate cumva. Această îngrijorare este nefondată și există dovezi incontestabile că COVID-19 este o boală virală care nu are nicio legătură cu 5G sau tehnologia celulară.[15]
- 5G slăbește sistemul imunitar: Nu există dovezi care să sugereze că nivelurile scăzute de radiații emise de tehnologia 5G pot avea vreun efect asupra sistemului imunitar, inclusiv asupra antigenelor, anticorpilor sau în procesul de stres oxidativ.[16]

### Impact asupra mediului
- 5G ucide păsările sau insectele: despre emisiile de unde radio peste 10 MHz de la turnurile de telefonie mobilă NU se știe dacă dăunează păsărilor.[17] Moartea în masă a albinelor care a avut loc în multe părți ale lumii nu este legată de implementarea 5G.[18]

### Supraveghere guvernamentală și industrială
- COVID-19 este o acoperire pentru încorporarea microcipurilor în vaccinul COVID-19 pentru controlul oamenilor prin 5G: nu este posibil să se injecteze un microcip printr-o seringă. Un microcip are o dimensiune mult mai mare decât orificiul unui ac. Ar fi nevoie de o seringă de aproximativ 13 ori mai mare decât cea folosită acum pentru a încorpora dimensiunea unui microcip. În plus, nu este posibil ca microcipul să funcționeze fără o sursă de alimentare.[19]
- Rețeaua 5G face parte dintr-o agendă mai largă de supraveghere și inteligență artificială: Cert este că 5G nu este altceva decât o tehnologie care stabilește conexiuni wireless între dispozitive și internet, cu o viteză și o capacitate mai mare decât tehnologiile mai vechi precum 4G sau 3G. Depinde doar de dezvoltatorii de aplicații cum să folosească această conexiune fără fir, în ce scop, inclusiv pentru supraveghere. În acest sens, orice tehnologie wireless (inclusiv 4G sau 3G) poate fi folosită și pentru supraveghere.
- 5G este un sistem de arme pe care guvernele și industriile îl deghizează în tehnologie nouă: Unii oameni au comparat transmițătoarele de radiofrecvență 5G cu arma cu energie directă a armatei americane numită Active Denial System (ADS), care a fost folosită pentru a încălzi suprafața țintelor, cum ar fi pielea ființelor umane vizate. Deși atât ADS, cât și 5G folosesc unde radio, 5G transmite pe o frecvență mult mai mică, ceea ce este sigur pentru oameni.[20] Mai mult, 5G transmite la o putere mult mai mică decât ADS.
- Frecvențele 5G sunt folosite pentru dispersarea mulțimilor
- 5G cartografiază interiorul corpurilor și caselor
- 5G se propagă/replică în interiorul corpului (uman) și provoacă re-radiere

### Înțelegere greșită a conceptelor principale 5G
- Instalarea de noi stații de bază 5G într-o anumită zonă poate duce la o creștere necontrolată a „poluării” cu radiofrecvențe: instalarea densă a stațiilor de bază 5G este benefică pentru utilizatorii care locuiesc în apropierea acestora, deoarece există o scădere bruscă a frecvenței radio în comparație cu implementarea rară. [21] Instalarea de stații de bază suplimentare în zonă poate fi necesară pentru a susține un număr tot mai mare de utilizatori cu rate de date mai mari. Prin urmare, distanța dintre utilizatori și cea mai apropiată stație de bază se micșorează. Aceasta se numește densificare a rețelei, care poate fi percepută în mod greșit că ar crește impactul 5G asupra sănătății. Cu toate acestea, spre deosebire de percepția comună, densificarea rețelei poate reduce expunerea medie la câmpul electromagnetic. Densificarea mai scăzută a rețelei înseamnă că fiecare stație de bază ar trebui să acopere o zonă mai mare, ceea ce duce la o putere radiată mai mare pentru fiecare celulă.[21] În plus, implementarea densă a stațiilor de bază 5G duce la reducerea radiațiilor de la telefoanele mobile, deoarece stațiile de bază conectate sunt mai aproape de telefoanele mobile. De obicei, radiațiile de la stațiile de bază sunt mai mici decât radiațiile de la telefoanele mobile, deoarece puterea de radiație scade odată cu pătratul distanței de la sursă.[22]

## Impact
Teoriile neverificate privind sănătatea au dus deja la vandalism și arderea unor echipamente 5G, în special în Regatul Unit. Temeri nefondate privind sănătatea au blocat actualizările rețelei necesare pentru a atinge viteze mai mari în unele orașe, în timp ce pandemia de coronavirus a încetinit vânzările de telefoane compatibile 5G.

### Listă de proteste
- În aprilie 2020, incendiatori din Marea Britanie au dat foc la turnuri wireless 5G din Birmingham, Liverpool și Merseyside și apoi au încărcat videoclipuri cu vandalismul lor pe rețelele de socializare.[24][25]
- Anti-vaxerii australieni au protestat împotriva tehnologiei 5G, a marilor corporații farmaceutice și a vaccinurilor COVID-19 în Melbourne și Sydney.[26] Aproape 90 de atacuri au fost raportate în timpul carantinei COVID-19 în Marea Britanie.[27] Aproape 50 de atacuri au fost înregistrate împotriva inginerilor de telecomunicații în Marea Britanie.[28]
- Șapte turnuri de telefoane mobile au fost arse în Canada de scepticii 5G în mai 2020. [29]
- În aprilie 2020, protestatarii anti-5G din Țările de Jos au sabotat și au incendiat mai multe turnuri 5G și au scris un slogan anti-5G la locul unui atac. Guvernul olandez a declarat că a raportat „diverse incidente” în jurul stâlpilor de difuzare și a considerat opoziția față de lansarea 5G ca o posibilă cauză, potrivit unui comunicat de pe site-ul său. De asemenea, a avertizat că atacurile care vizează echipamentele de rețea 5G „pot avea consecințe pentru acoperirea rețelei de telecomunicații și accesibilitatea serviciilor de urgență”.[30]
- Protestul global al oamenilor „invizibili” de la 16 iunie 2022. Scaune galbene au fost instalate în spații publice din întreaga lume pentru a înfățișa oameni electro-hiper-sensibili care nu puteau fi prezenți. Ziua internațională EHS a fost inițiată de organizația franceză EHS Coeurs d'EHS Arhivat în 28 septembrie 2022, la Wayback Machine. încă din 2018.[31]

## Eforturi de a contracara dezinformarea
Multe organizații, inclusiv Organizația Mondială a Sănătății, au creat verificatori ai veridicității informațiilor și materiale educaționale pentru a contracara dezinformarea legată de 5G, în special despre efectul acesteia asupra sănătății. Parlamentul australian, în ancheta sa cu privire la tehnologia 5G, a remarcat că încrederea comunității în 5G a fost zdruncinată de dezinformarea extinsă, iar agențiile guvernamentale, precum și industriile și-au intensificat eforturile pentru a oferi publicului informații demne de încredere.
În aprilie 2020, Twitter și-a actualizat politica privind „afirmațiile neverificate care incită la activități dăunătoare”, care ar putea, printre altele, să ducă la deteriorarea infrastructurii 5G. În iunie 2020, Twitter a început să pună etichete de verificare a faptelor pe tweet-uri despre 5G și COVID-19. Facebook a eliminat mai multe postări cu afirmații false de asociere între 5G și COVID-19.
Un studiu din 2020 recomandă că denunțarea teoriei legăturii dintre 5G și COVID-19 de către un lider mondial ar fi ajutat la atenuarea răspândirii dezinformațiilor. De asemenea, studiul recomandă ca lupta împotriva dezinformării să aibă loc în mod ideal pe platforma în care este partajată dezinformarea. Apelurile și părerile personalităților culturale cu o mare audiență pe rețelele de socializare pot ajuta, de asemenea, la reducerea dezinformării. Publicul larg poate opri răspândirea dezinformării prin raportarea conținutului dăunător, precum și prin ne-distribuirea sau lipsa de interacțiune cu acestea.